# 1210.
◄ | 12. stoljeće | 13. stoljeće | 14. stoljeće | ►
◄ | 1180-ih | 1190-ih | 1200-ih | 1210-ih | 1220-ih | 1230-ih | 1240-ih | ►
◄◄ | ◄ | 1207. | 1208. | 1209. | 1210. | 1211. | 1212. | 1213. | ► | ►►
Arhitektura • Astronomija • Glazba • Knjige • Književnost • Kršćanstvo • Medicina • Pravo • Promet • Znanost

## Rođenja
- 22. srpnja – Ivana Engleska, kraljica Škotske († 1238.)

## Vanjske poveznice
|  | Zajednički poslužitelj ima još gradiva o temi 1210. |